# Glandon (rivier)
De Glandon is een zijrivier van de Arc in de Mauriennevallei in het Franse departement Savoie (regio Auvergne-Rhône-Alpes). De zijrivier ontspringt rondom de Col du Glandon en kent op haar beurt veel kleine zijrivieren en wateren.